# Лобов, Алексей Петрович
Алексе́й Петро́вич Ло́бов (8 марта 1915 или 23 февраля [8 марта] 1915, Яранский уезд, Вятская губерния — 23 декабря 1977 или 23 декабря 1971, Куйбышев) — командир понтонного отделения 7-го отдельного моторизованного понтонно-мостового батальона, Герой Советского Союза.

## Биография
Родился 8 марта (23 февраля по старому стилю) 1915 года в деревне Большая Липяна. Работал плотником на Урале, в Чувашии, Куйбышевской области. В Красной армии с 1940 года.
22 июня 1941 года встретил на границе с Румынией. Понтонный батальон, где служил Алексей Лобов, был поднят «в ружьё», на машинах доставлен к границе и с ходу вступил в бой. Шестеро суток, до подхода полевых частей, понтонёры сдерживали атаки противника. При отступлении, после гибели командира взвода, командование на себя взял сержант Алексей Лобов.
Всю войну он прошёл во главе своего подразделения, сражался на Юго-Западном, Донском, Степном, Втором Украинском фронтах. Член ВКП(б) с 1943 года.
В сентябре 1943 года при подготовке к форсированию Днепра у острова Глинск-Бородаевский Днепропетровской области получил приказ разминировать участок, сделать проходы в минных полях, форсировать Днепр и захватить плацдарм. Расчёт парома в количестве шести человек под командованием Алексея Лобова разминировал подход к реке, под огнём противника преодолел реку, доставив на правый берег свой взвод и 60 пехотинцев и ещё дважды доставлял подкрепление на захваченный плацдарм.
Указом Президиума Верховного Совета СССР «О присвоении звания Героя Советского Союза генералам, офицерскому, сержантскому и рядовому составу Красной Армии» от 22 февраля 1944 года за «образцовое выполнение боевых заданий командования при форсировании реки Днепр, развитие боевых успехов на правом берегу реки и проявленные при этом отвагу и геройство» удостоен звания Героя Советского Союза с вручением ордена Ленина и медали «Золотая Звезда». 
В 1946 году старшина Лобов демобилизован. Проживал в селе Рождественское Яранского района Кировской области, затем в городе Куйбышев. Похоронен в Самаре на Рубёжном кладбище.

## Память
- Мемориальная доска установлена в парке Металлургов города Самара.
- Одна из улиц села Высоково Яранского района Кировской области названа в его честь.[6]

## Награды
- медаль «За отвагу» (8.1.1943)[7];
- Орден Красной Звезды (16.9.1943)[8];
- Орден Славы 3-й степени (25.2.1945)[9].

## Комментарии
1. ↑  Деревня Большая Липяна, относившаяся к Малощегловской, затем — Салобелякской волости Яранского уезда, в последующем входила в состав Высоковского сельсовета Салобелякского[2], с 1955 года — Яранского района Кировской области; упразднена 28.1.1987[3].